# 25799 Anmaschlegel
25799 Anmaschlegel è un asteroide della fascia principale. Scoperto nel 2000, presenta un'orbita caratterizzata da un semiasse maggiore pari a 2,9076425 UA e da un'eccentricità di 0,0361297, inclinata di 3,23064° rispetto all'eclittica.